# Бизус
Бизу́с (фр. Bizous, окс. Bisós) — коммуна во Франции, находится в регионе Юг — Пиренеи. Департамент — Верхние Пиренеи. Входит в состав кантона Сен-Лоран-де-Нест. Округ коммуны — Баньер-де-Бигор.
Код INSEE коммуны — 65094.

## География

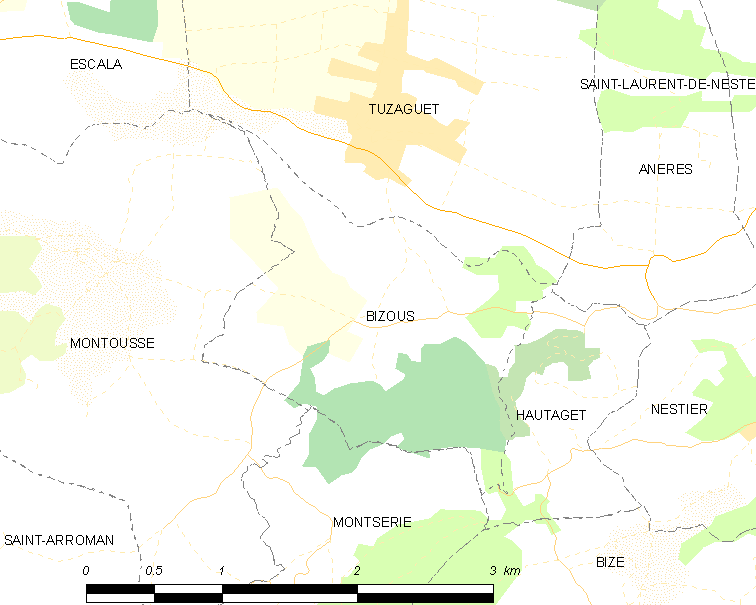
Карта коммуны

Коммуна расположена приблизительно в 660 км к югу от Парижа, в 105 км юго-западнее Тулузы, в 35 км к юго-востоку от Тарба.
На севере коммуны протекает река Нест.

## Климат
Климат умеренно-океанический с солнечной тёплой погодой и обильными осадками на протяжении практически всего года.

## Население
Население коммуны на 2010 год составляло 101 человек.
| 1962 | 1968 | 1975 | 1982 | 1990 | 1999 | 2010 |
| ---- | ---- | ---- | ---- | ---- | ---- | ---- |
| 162  | 139  | 141  | 115  | 121  | 96   | 101  |

## Администрация
| Период | Период | Фамилия      | Партия | Примечания |
| ------ | ------ | ------------ | ------ | ---------- |
| 2001   | 2020   | Клод Эскерре |        |            |

## Экономика
В 2010 году среди 61 человека трудоспособного возраста (15-64 лет) 41 были экономически активными, 20 — неактивными (показатель активности — 67,2 %, в 1999 году было 66,7 %). Из 41 активных жителей работали 38 человек (18 мужчин и 20 женщин), безработных было 3 (1 мужчина и 2 женщины). Среди 20 неактивных 4 человека были учениками или студентами, 9 — пенсионерами, 7 были неактивными по другим причинам.